# 소린 바비
소린 바비(루마니아어: Sorin Babii, 1963년 11월 14일~)는 루마니아의 사격 선수, 지도자로 주 종목은 권총이다. 1984년부터 2004년까지 올림픽에 6회 참가하여 1988년 하계 올림픽에서 50m 권총 금메달, 1992년 하계 올림픽에서 10m 공기권총 동메달을 획득했다. 또한 세계 공기총 선수권 대회에서 동메달 2개를 획득했고, 유럽 선수권 대회를 포함한 유럽의 여러 사격 선수권 대회에서 금메달 3개를 포함한 12개의 메달을 획득했다.